# Пьолин, Седрик
Седрик Адриен Пьолин (фр. Cedric Adrien Pioline), род. 15 июня 1969 года в Нёйи-сюр-Сене, Франция) — французский профессиональный теннисист, финалист двух турниров Большого шлема в одиночном разряде, обладатель 5 титулов ATP в одиночном разряде и 1 титула в парном, бывшая пятая ракетка мира в одиночном разряде.

## Общая информация
Седрик родился в спортивной семье. Его отец Морис и мать Адриана занимались волейболом и познакомились на матче в Париже, куда мать Седрика приехала в составе сборной Румынии.
Первая жена Мирелль Беркот, сын Андреа (род. 1993).
Вторая жена (с 2021 г.) русская модель, работающая во Франции, Оксана Моисеева (род. 1989). Сын Вадим.
Любит подводное плавание и отдых на пляже.

## Спортивная карьера
Седрик Пьолин начал профессиональную карьеру в 1989 году. В этом же году дебютирует на домашнем для себя Турнире Большого шлема Открытом чемпионате Франции. В 1991 году впервые заканчивает сезон в первой сотне — на 51 месте. На турнире ATP в Лионе в 1992 году впервые выходит в финал, где проигрывает американцу Питу Сампрасу 4-6, 2-6. Наиболее успешно свой талант ему удалось раскрыть в следующем сезоне. На престижном грунтовом турнире серии Мастерс Монте Карло сумел выйти в финал, где он проиграет будущему победителю Открытого чемпионата Франции 1993 года Серхи Бругере 6-7(2), 0-6. Затем на Уимблдонском турнире Седрик доходит до четвертьфинальной стадии. Но самое примечательное событие года случится на Открытом чемпионате США. Обыграв в матче четвёртого круга первую ракетку мира на тот момент американца Джима Курье 7-5, 6-7(4), 6-4, 6-4, Пьолин в итоге сумел выйти в финал этого знаменитого турнира. Но на пути к победе у него встал Пит Сампрас, который в трех сетах обыграл Седрика 4-6, 4-6, 3-6. После этого Седрик смог выйти в финал ещё на трех турнирах в Тулузе, Больцано и Лионе, но так и не сумел одержать в них первую для себя победу на турнирах ATP. Сезон Пьолин заканчивает на десятой позиции.
1994 год стал менее удачным и результаты Седрика пошли на спад. Он смог выйти в финал только на турнире в Лонг-Айленде, что сказалось на итоговом 51 месте в рейтинге. В следующем году он второй раз в карьере сумел выйти в четвертьфинал на Уимблдонском турнире. В феврале 1996 года ему удается поочередно выйти в финал на турнирах в Загребе и Марселе, но, как и ранее вновь терпит поражения на этой стадии. В марте этого же года в десятом для себя финале на турнире ATP ему удается завоевать первый титул. Это происходит на турнире в Копенгагене. В конце сезона он помогает сборной Франции по теннису одержать победу в Кубке Дэвиса, обыграв в финале Швецию 3-2. Следующую победу Пьолину удается одержать в 1997 году на турнире Праге. На Уимблдонском турнире в этом году он второй раз в карьере пробивается в финал турнира серии Большого шлема. И как на Открытом чемпионате США 1993 года в финале он проигрывает Питу Сампрасу
4-6, 2-6, 4-6. В сезоне 1998 года выходит в финал на двух турнирах в Лондоне и Монте Карло, а также в полуфинал на Открытом чемпионате Франции.
В 1999 году Седрик побеждает на третьем для себя турнире ATP в Ноттингеме. На Уимблдонском турнире доходит до четвертьфинала, а на Открытом чемпионате США до полуфинала. В феврале 2000 года он побеждает на турнире в Роттердаме. В апреле Седрику удается завоевать титул на турнире серии Мастерс в Монте Карло, в финале переиграв Доминика Хрбаты 6-4, 7-6(3), 7-6(6), благодаря чему поднимается на самую высокую в своей карьере пятую строчку в рейтинге. В 2001 году второй раз в карьере побеждает в Кубке Дэвиса в составе сборной Франции. В 2002 году завершает профессиональную карьеру теннисиста.

## Финалы турниров Большого Шлема

### Одиночный разряд (2)

#### Поражение (2)
| №  | Год  | Турнир                 | Соперник в финале | Счет          |
| -- | ---- | ---------------------- | ----------------- | ------------- |
| 1. | 1993 | Открытый чемпионат США | Пит Сампрас       | 4-6, 4-6, 3-6 |
| 2. | 1997 | Уимблдонский турнир    | Пит Сампрас       | 4-6, 2-6, 4-6 |

## Выступления на турнирах ATP
| Легенда                        |
| ------------------------------ |
| Турниры Большого шлема         |
| Кубок Мастерс / финал АТР-тура |
| ATP Мастерс / ATP Мастерс 1000 |
| АТР Gold / АТР 500             |
| АТР International/ АТР 250     |

### Титулы за карьеру (8)

#### Одиночный разряд (5)
| №  | Дата        | Турнир      | Покрытие | Соперник в финале | Счёт в финале       |
| -- | ----------- | ----------- | -------- | ----------------- | ------------------- |
| 1. | 11 мар 1996 | Копенгаген  | Ковер(i) | Кеннет Карлсен    | 6-2, 7-6(7)         |
| 2. | 28 апр 1997 | Прага       | Грунт    | Богдан Улиграх    | 6-2, 5-7, 7-6(4)    |
| 3. | 14 июн 1999 | Ноттингем   | Трава    | Кевин Ульетт      | 6-3, 7-5            |
| 4. | 14 фев 2000 | Роттердам   | Хард(i)  | Тим Хенмен        | 6-7(3), 6-4, 7-6(4) |
| 5. | 17 апр 2000 | Монте-Карло | Грунт    | Доминик Хрбаты    | 6-4, 7-6(3), 7-6(6) |

#### Парный разряд (1)
| №  | Дата       | Турнир | Покрытие | Партнёр    | Соперники в финале           | Счёт в финале |
| -- | ---------- | ------ | -------- | ---------- | ---------------------------- | ------------- |
| 1. | 5 июл 1993 | Гштад  | Грунт    | Марк Россе | Хендрик-Ян Давидс Пит Норвал | 6-3, 3-6, 7-6 |

#### Командные турниры (2)
| №  | Год  | Турнир       | Команда                                             | Соперник в финале                                   | Счёт |
| 1. | 1996 | Кубок Дэвиса | Франция А. Бёч, С. Пьолин, Г. Рау, Г. Форже         | Швеция Й. Бьоркман, Н. Култи, С. Эдберг, Т. Энквист | 3-2  |
| 2. | 2001 | Кубок Дэвиса | Франция С. Грожан, С. Пьолин, Ф. Санторо, Н. Эскюде | Австралия У. Артурс, П. Рафтер, Л. Хьюитт           | 3-2  |

### Поражения в финалах (14)

#### Одиночный разряд (12)
| №   | Дата        | Турнир                 | Покрытие | Соперник в финале   | Счёт в финале    |
| --- | ----------- | ---------------------- | -------- | ------------------- | ---------------- |
| 1.  | 26 окт 1992 | Лион                   | Ковер(i) | Пит Сампрас         | 4-6, 2-6         |
| 2.  | 26 апр 1993 | Монте-Карло            | Грунт    | Серхи Бругера       | 6-7(2), 0-6      |
| 3.  | 13 сен 1993 | Открытый чемпионат США | Хард     | Пит Сампрас         | 4-6, 4-6, 3-6    |
| 4.  | 11 окт 1993 | Тулуза                 | Хард     | Арно Бёч            | 6-7(5), 6-3, 3-6 |
| 5.  | 18 окт 1993 | Больцано               | Ковер(i) | Джонатан Старк      | 3-6, 2-6         |
| 6.  | 25 окт 1993 | Лион                   | Ковер(i) | Пит Сампрас         | 6-7(5), 6-1, 5-7 |
| 7.  | 29 авг 1994 | Лонг-Айленд            | Хард     | Евгений Кафельников | 7-5, 1-6, 2-6    |
| 8.  | 5 фев 1996  | Загреб                 | Ковер(i) | Горан Иванишевич    | 6-3, 3-6, 2-6    |
| 9.  | 19 фев 1996 | Марсель                | Хард(i)  | Ги Форже            | 5-7, 4-6         |
| 10. | 13 сен 1993 | Уимблдонский турнир    | Трава    | Пит Сампрас         | 4-6, 2-6, 4-6    |
| 11. | 2 мар 1998  | Лондон                 | Ковер(i) | Евгений Кафельников | 5-7, 4-6         |
| 12. | 27 апр 1998 | Монте-Карло            | Грунт    | Карлос Мойя         | 3-6, 0-6, 5-7    |

#### Парный разряд (1)
| №  | Дата        | Турнир | Покрытие | Партнёр         | Соперники в финале           | Счёт в финале |
| -- | ----------- | ------ | -------- | --------------- | ---------------------------- | ------------- |
| 1. | 28 окт 2002 | Париж  | Хард     | Густаво Куэртен | Фабрис Санторо Николя Эскюде | 3-6, 6-7(6)   |

#### Командные турниры (1)
| №  | Год  | Турнир       | Команда                                             | Соперник в финале                              | Счёт |
| 1. | 1999 | Кубок Дэвиса | Франция С. Грожан, О. Делатр, С. Пьолин, Ф. Санторо | Австралия П. Рафтер, М. Филиппуссис, Л. Хьюитт | 2-3  |